# Canal del Norte (estación)
Canal del Norte es una de las estaciones que forman parte del Metro de la Ciudad de México, perteneciente a la Línea 4. Se ubica al norte de la Ciudad de México, en la alcaldía Venustiano Carranza.

## Información general
Su nombre se debe a un antiguo canal que conectaba a la Villa con la Ciudad de México en la época del virreinato. Su símbolo representa un corte transversal del canal.

## Afluencia
La siguiente tabla muestra la afluencia de la estación en los últimos 10 años:
| Afluencia Anual de Pasajeros | Afluencia Anual de Pasajeros | Afluencia Anual de Pasajeros | Afluencia Anual de Pasajeros | Afluencia Anual de Pasajeros | Afluencia Anual de Pasajeros |
| ---------------------------- | ---------------------------- | ---------------------------- | ---------------------------- | ---------------------------- | ---------------------------- |
| Año                          | Afluencia                    | A Diario                     | Ranking Anual                | Aumento%                     | Ref.                         |
| 2023                         | 2,433,473                    | 6,667                        | 145°/195                     | +2.36%                       | [ 2 ]                        |
| 2022                         | 2,377,400                    | 6,513                        | 143°/175                     | +38.64%                      | [ 3 ]                        |
| 2021                         | 1,714,787                    | 4,698                        | 148°/195                     | -0.81%                       | [ 4 ]                        |
| 2020                         | 1,728,717                    | 4,723                        | 159°/195                     | -47.66%                      | [ 5 ]                        |
| 2019                         | 3,303,152                    | 9,049                        | 157°/195                     | +1.14%                       | [ 6 ]                        |
| 2018                         | 3,265,854                    | 8,947                        | 157°/195                     | +0.80%                       | [ 7 ]                        |
| 2017                         | 3,239,834                    | 8,876                        | 157°/195                     | -0.39%                       | [ 8 ]                        |
| 2016                         | 3,252,661                    | 8,887                        | 157°/195                     | -3.37%                       | [ 9 ]                        |
| 2015                         | 3,366,157                    | 9,222                        | 144°/195                     | +1.82%                       | [ 10 ]                       |
| 2014                         | 3,305,855                    | 9,057                        | 145°/195                     | -3.01%                       | [ 11 ]                       |

## Conectividad

### Salidas
- Oriente: Eje 2 Oriente Avenida H. Congreso de la Unión y Talabarteros, colonia Ampliación Michoacana.
- Poniente: Eje 2 Oriente Avenida H. Congreso de la Unión y Talabarteros, colonia Janitzio.

### Conexiones
Existen conexiones con las estaciones y paradas de diversos sistemas de transporte:
- Algunas rutas de RTP.
- Tiene conexión con la Línea 5 del Metrobús en la estación homónima, ubicada en el Eje 3 Oriente avenida Ing. Eduardo Molina y Eje 2 Norte Canal del Norte.[12]